# محمود عبد الحكم
الشيخ محمود عبد الحكم (1 فبراير 1915 - 13 سبتمبر 1982) قارئ قرآن مصري ويعد أحد أعلام هذا المجال البارزين، من مواليد قرية الكرنك، مركز فرشوط (تتبع مركز أبو تشت حاليًا)، محافظة قنا.
ومن أشهر شيوخه محمد سليمان الشندويلي شيخ قراء مسجد الحسين في القاهرة.

## سيرته
حفظ الشيخ محمود القرآن فى العاشرة من عمره بكتاب القرية قبل أن يرسله والده إلى المعهد الأحمدي بطنطا لمدة عامين.
في عام 1940م شارك مع المشايخ (محمد رفعت - على محمود - الصيفى.. وغيرهم) فى إنشاء أول رابطة لقراء القرآن الكريم واختير أمينًا للصندوق بها.
وفى احتفال مصر بليلة القدر يوم الاثنين الموافق 30 من مارس عام 1992م الموافق 26 من رمضان عام 1412 هجرية، كرم الرئيس محمد حسنى مبارك القارئ الشيخ محمود عبدالحكم بمنحه وسام العلوم والفنون من الطبقة الأولى.

## أبناؤه
أنجب الشيخ محمود ثمانية أبناء نصفهم من الذكور هم (حسين - محمد - عبد المنعم - ومحمود) ونصفهم الآخر من الإناث، وتزوجت اثنتان من بناته الأربع باثنين من أولاد الشيخ محمد صديق المنشاوي، سعودى المنشاوي والدكتور عمر المنشاوي

## حادثه الشهير
نجى من حادثة شهيرة حدثت في الجزائر عندما انقلبت به السيارة وتوفى جميع ركابها عدا هو وعزف عن التحدث عنها، وعاش بعدها سبعة عشر عامًا يواصل خدمته للقرآن الكريم ويسجد لله شاكرًا على نجاته.

### عربية
1. ↑  الزمان - صوت من السماء.. القارئ الشيخ محمود عبدالحكم نسخة محفوظة 15 يناير 2020 على موقع واي باك مشين.
2. 1 2 3 4  "ساهم في إنشاء أول رابطة لقراء القرآن وسر نجاته من حادث سيارة.. قصة حياة محمود عبد الحكم أحد عمالقة دولة التلاوة |فيديو". web.archive.org. 3 يناير 2025. مؤرشف من الأصل في 2025-01-03. اطلع عليه بتاريخ 2025-01-03.{{استشهاد ويب}}:  صيانة الاستشهاد: BOT: original URL status unknown (link)
3. ↑  "دولة التلاوة.. الشيخ محمود عبد الحكم صاحب الصوت الحزين". web.archive.org. 3 يناير 2025. مؤرشف من الأصل في 2025-01-03. اطلع عليه بتاريخ 2025-01-03.{{استشهاد ويب}}:  صيانة الاستشهاد: BOT: original URL status unknown (link)